# Messalina (1960)
Messalina (Originaltitel: Messalina Venere imperatrice) ist ein italienischer Monumentalfilm von Vittorio Cottafavi. Das Drehbuch verfassten Ennio De Concini, Mario Guerra, Carlo Romano und Duccio Tessari. Die Titelrolle ist mit der britischen Schauspielerin Belinda Lee besetzt. Das Werk erlebte seine Weltpremiere am 12. März 1960 in Italien. In der Bundesrepublik Deutschland kam der Film erstmals am 19. September 1960 in die Kinos.

## Handlung
Die Handlung setzt im Jahr 41 nach Christus ein. Claudius tritt als Nachfolger des gestürzten Kaisers Caligula die Herrschaft über das Römische Reich an. Zu dieser Zeit wird das schöne Mädchen Valeria im Tempel der Göttin Vesta auf ihr späteres Priesteramt vorbereitet. Weil sich Valeria nach Macht über ihre Mitmenschen sehnt, fädelt ihr der Ratgeber Sulpicius die Heirat mit Claudius ein. Fortan führt sie den Namen Messalina und darf sich jetzt Kaiserin nennen. In dieser Eigenschaft schreckt sie vor keinem Verbrechen zurück. Ihr erstes Opfer ist Sulpicius, nachdem der sie zu erpressen versucht hatte. Ihre weiteren Gegner sind Narzissus, der im Verborgenen gegen sie intrigiert, und der Senator Aulus Celsus, der aufrichtig um das Schicksal Roms besorgt ist.
Messalina versteht es prächtig, sich beim Volk beliebt zu machen. Der alte Grundsatz „Panem et circenses“ erlangt bei ihr seine größte Bedeutung. Unter dem Deckmantel der Großzügigkeit ist sie jedoch zu allerlei Schandtaten bereit, die Aulus Celsus in Weißglut versetzen. Als ihr einstiger Geliebter, der Centurio Lucius Maximus, von einem Feldzug nach Rom zurückkehrt, fühlt sich der nicht mehr so wohl wie früher. Der unechte Wohlstand der Hauptstadt schlägt ihm aufs Gemüt. Mit seinen Soldaten rastet er in einer Taverne. Dort übt er heftige Kritik an den Zuständen im heutigen Rom, was einen großen Tumult auslöst.
Als Messalina von Lucius Rückkehr gehört hat, flammt ihre Liebe zu ihm erneut auf. Es dauert auch nicht lange, und Lucius Widerstand gegen diese Frau schmilzt dahin. Fortan fungiert er als ihr Liebhaber und wird – wenn auch unbewusst – zum Werkzeug ihrer Verbrechen. Aulus Celsus versucht zwar, seinem alten Jugendfreund die Augen zu öffnen, hat dabei aber kein Glück. Erst als Messalina auch den Senator ermorden ließ, fällt es Lucius wie Schuppen von den Augen. Daraufhin schlägt er sich auf die Seite der Opposition, die von Narzissus angeführt wird.
Claudius erweist sich als schwacher Kaiser. Messalina will dies ausnützen, um mit einer Verschwörergruppe selbst die volle Herrschaft an sich zu reißen. Derweil schafft es aber Lucius, mit Hilfe der Christin Sylvia eine schlagkräftige Armee aufzustellen. Nun gelingt es ihm, Messalinas Prätorianergarde samt den anderen Verschwörern zu besiegen. Rom ist gerettet. Lucius Maximus wird als Held ausgezeichnet und gefeiert. Gemeinsam mit Sylvia, mit der er sich inzwischen prächtig versteht, verlässt er die Stadt. Die beiden wollen in einer friedlicheren Gegend miteinander glücklich werden.

## Kritik
Das Lexikon des internationalen Films zieht folgendes Fazit: „Die Ränke und ehrgeizigen Liebschaften der römischen Kaiserin in einer pseudohistorischen Skandalchronik, die dem Trivialregisseur Cottafavi Gelegenheit gibt, sein Talent für optische Effekte bei der Darstellung höfischer Gelage, Badeszenen und hinterlistiger Mordanschläge mit sehr viel Blutpaste auszuspielen.“

## Quelle
- Programm zum Film: Das Neue Film-Programm, erschienen im gleichnamigen Verlag der Firma Heinrich Klemmer, Mannheim, ohne Nummernangabe